# Sinci Roca

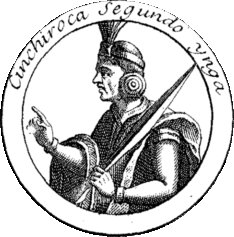
Sinchi Roca portréja, Antonio de Herrera ötödik évtizedének címlapjának részlete

Sinci Roca (Cuzco, 1230 – Cuzco, 1260) a Cuzcói Birodalom második sapa inkája jelentős szerepet játszott az inkák történelmében. A Hurin-dinasztiához tartozott, "bátor nagylelkű inkák" néven ismerték.

## Korai évek és hatalomra jutás
Sinchi Roca inka korai életének pontos részleteit viták övezik, de hatalomra kerülése jelentős fordulópontot jelentett az inkák történetében.

### Sinci Roca: A bátor nagylelkű inkák
Sinci Roca, más néven Sinchi Rocca vagy Cinchi Roca, nagyra becsült vezető volt, aki bátorságot és nagylelkűséget testesített meg. A kecsua nyelvből származó neve "bátor, nagylelkű inkákat" jelent, hangsúlyozva bátor és jóindulatú uralkodó hírnevét.

## Uralkodása

### Hódításai
Barátságot kötött néhány szomszédos uradalommal, de soha nem fogadta el Tocay Capac, az Ayarmacas királya, aki az egyik összecsapásban két elülső fogat fújt Sinchi Roca-nak. Ezzel kapcsolatban Teresa Vergara azt mondja: "A krónikások egyetértenek abban, hogy Sinchi Roca harcos főnök volt, ahogy a neve is mutatja. Ennek ellenére kormánya alatt nem voltak nagy hódítások. Ez nagyrészt a Tocay Capac, az Ayarmacák főnökének manővereinek volt köszönhető, akik kitartóan ellenezték az inkák előrenyomulását, Sinchi Roca csak a szomszédos etnikai csoportok néhány curacájának barátságára korlátozódott; befolyási területét a Concepción Bravo szerint legfeljebb harminc liga sugarú körben terjeszti ki." Tekintettel a terület szűkösségére, Sinchi Roca kénytelen volt minden lehetséges helyet felhasználni a szántóföldek kiterjesztésére, lehetővé téve a dombok lejtőit teraszok építésével. Sikerült megnyernie az alcavizák barátságát is, akik szembeszálltak apjával, Manco Capac-cal, ajándékokat adtak nekik, és munkát kölcsönöztek nekik az utak építéséhez. Az egészségesekkel kötött szövetségét akkor ratifikálták, amikor fiát, Lloque Yupanqui-t feleségül vette egy etnikai csoporthoz tartozó hercegnőhöz. Kibővítette az Inticancha struktúráit, és lakóhelyként használta, ami azt jelzi, hogy az inkák korai napjaiban a kormány teokratikus jellegű volt, és a monarchikus funkciókat nem választották el a papoktól. Nem világos, hogy Sinchi Roca feleségül vette-e a nővérét, ahogy az apja tette. Világos azonban, hogy nem követte apja példáját, amikor legidősebb fiát nevezte meg utódjának, mivel a harmadik császárnak, Lloque Yupanquinak (Lloq'e Yupanki) volt egy bátyja. Lloque Yupanqui, akárcsak az apja, nem volt harcias, és nem adott hozzá földeket az inka tartományhoz.

### Fontosabb tettei
Coca mamával, Sutic Huaman, Sañuc város urának lányával kötött házassága lehetővé tette számára, hogy fenntartsa a régió irányítását. Sinchi Roca meghívta apósát és szövetségeseit, hogy telepedjenek le Cuzcóban; Így is tettek, elfoglalva a város legnyugatibb szektorát. Sinchi Roca volt az első inka, aki viselte a mascaypachát, az ayllu Masca tagjainak legfőbb méltóságának jelvényét; ő volt az, akinek a kormányzása idején népszámlálást hajtottak végre és a nemesség előmozdítását a füllyukasztás elrendelésével. Katonai stratégiái közé tartozott a nemes katonák hadseregének létrehozása és a mezőgazdasági termelékenység növelése teraszok és talajimport révén. Sinchi Roca úttörő szerepet játszott a csatornaépítésben a vízkészletek maximalizálása érdekében. Hozzájárulásai előkészítették az utat az inka civilizáció politikai és területi fejlődéséhez. Elvégezte a Nap templomának bővítését, a Manco Cápac által emelt eredeti szerkezet bizonytalan volt, és a rítus fontossága a Nap atya számára megkövetelte, hogy ez a templom tiszteletet és csodálkozást rójon a szomszédos városokra. Létesítményeket épített családjának, személyi őreinek és szolgáinak elhelyezésére a központi szektor végső részének háromszög alakú hegyfokának felső részén, szemben a Plaza de Intipampával és délkeletre a Nap templomától. A központi szektor fején lévő földek nem voltak termékenyek, és gyakori árvizeknek voltak kitéve. Sinchi Roca kiterjedt teraszokat épített a lejtőkön, és termékeny földdel borította őket. Halála után fia, Lloque Yupanqui követte, aki nem volt elsőszülöttje, így szakított a Manco Capac által létrehozott öröklési renddel.

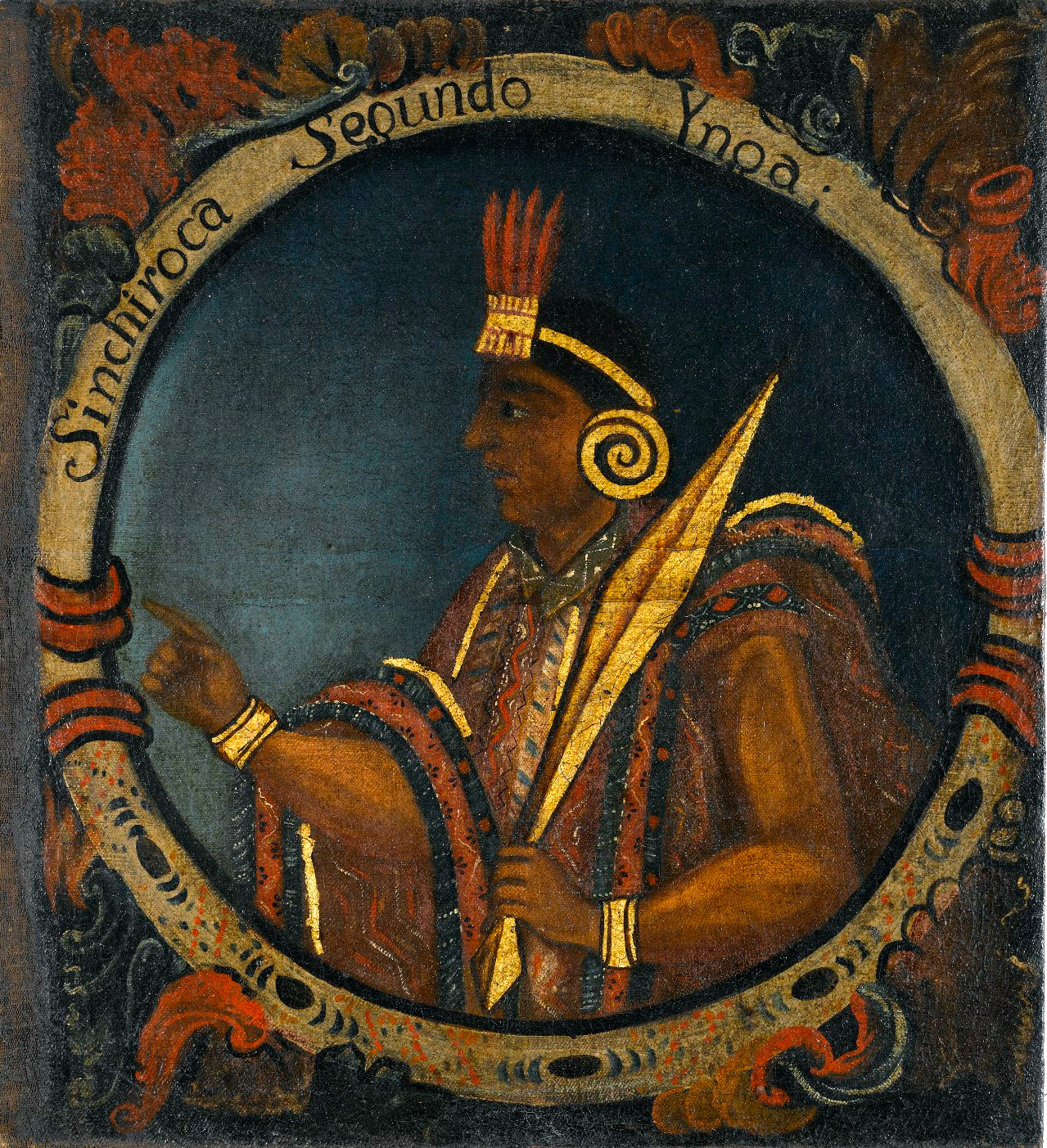
Sinci Roca